# Protaetia catanduanesiensis
Protaetia catanduanesiensis är en skalbaggsart som beskrevs av Miksic 1963. Protaetia catanduanesiensis ingår i släktet Protaetia och familjen Cetoniidae. Inga underarter finns listade i Catalogue of Life.